# 青木靖雄
青木 靖雄（あおき やすお、1944年4月21日 - ）は、日本のアナウンサー。
富山県高岡市出身。東京大学法学部卒業。

## 略歴
1967年4月、TBSに入社、アナウンサー12期生（同期には石森勝之・小口勝彦・河野通太郎・久米宏・林美雄・宮内鎮雄・米沢光規）として放送界にデビュー、ニュース・報道系アナウンサーとして活躍。11月15日にアナウンサー研修室設置に伴いアナウンサー研修室付兼ラジオ局第一制作部勤務となる。
TBS退社後もTBSニュースバードの「ビジネス・ナビ」コーナーで東証アローズからのリポートを2007年3月30日まで担当した。

## 出演番組
- JNNおはようニュース&スポーツ（1986年、TBSテレビ）[5][6]
- JNNニュース（TBSテレビ）
- 朝のダイアル（TBSラジオ）[5][6]
- あなたの歌謡ジャーナル（TBSラジオ）[5][6]
- ニュースデスク（TBSラジオ）[5]
- ニュースハイライト（TBSラジオ）
- ビジネス・ナビ（TBSニュースバード）
- TBSラジオニュース（TBSラジオ）日曜朝・『プレシャスサンデー』内、不定期

## 関連人物
- 鈴木史朗
- 五味陸仁
- 松永邦久
- 奈良陽
- 小川邦雄